# 2B
2B — португальский поп-дуэт, созданный специально для конкурса песни Евровидение 2005. В состав дуэта входили Лусиана Абреу (порт. Luciana Abreu) и Руй Друмонд (порт. Rui Drummond).
На Евровидении 2005 года музыканты исполнили песню «Amar» (рус. Любить). Двуязычная композиция (на английском и португальском) не прошла в финал, финишировав семнадцатой. Набранные 2B 51 балл были обусловлены высокими оценками, полученными от Германии, Франции, Швейцарии и других стран с большой португальской диаспорой. Как бы то ни было, песня неожиданно получила большой успех в Австралии.
Оба бывших участника продолжают сольную карьеру.